# Etik (retorik)
Etik inom retoriken har uppmärksammats genom alla tider och är aktuellt även idag. 
Frågor som handlar om etik inom retorik kan handla om vem som borde få lov att använda sig av retorik? Vilka bör man få använda retorik på? Vilka medel bör man få använda sig av för att övertyga? Eller den slutgiltiga frågan: bör vi överhuvudtaget försöka övertyga? 

## Historik
Den som kan ses som den första att beröra ämnet retorisk etik är Platon. Platons verk Gorgias består av en dialog som handlar om etisk retorik. I samtalet argumenterar Sokrates med Gorgias om retorik. De argumenterar bland annat om hur retoriken ska användas. Med andra ord om  etik inom retorik. Sokrates för hela tiden Gorgias tankar till nya positioner genom att få honom att hålla med om argument som han sedan själv raserar. 

## Retorik som manipulation
Under andra världskriget uppmärksammas etik inom retorik. Ibland beskrivs det till och med som en etisk vändning för retoriken. Pat Gehrke kallar problemet som då uppstår för ”the Hitler problem”. The Hitler problem handlar om följderna av att vissa personer som är duktiga på att använda sig av retoriken gör det i ondskefulla syften.  Alltså att retorik blir propaganda eller manipulation. 

## Samtida teoretiker
En retoriker som ägnat stor del åt etik inom retorik under efterkrigstiden är Kenneth Burke. Burke ställer etiska frågor som vad som får människor att handla? och vilka språkliga mekanismer har betydelse när människor ger skäl för sina handlingar? Och försöker finna svar på dessa. 
En annan retoriker som har stor betydelse för etik inom retorik är Judith Butler.  